# Interlands voetbalelftal Sovjet-Unie 1920-1929
Deze pagina toont een chronologisch en gedetailleerd overzicht van de interlands die het voetbalelftal van de Sovjet-Unie heeft gespeeld in de periode 1920 – 1929.

## Interlands

### 1920
Geen interlands gespeeld

### 1921
Geen interlands gespeeld

### 1922
Geen interlands gespeeld

### 1923
Geen interlands gespeeld

### 1924
|                                                      |                                                                      |       |         |                                                                                            |
| 16 november Vriendschappelijk № 9 «onderlinge duels» | Sovjet-Unie                                                          | 3 – 0 | Turkije | Stadion Imeni Vorovskogo, Moskou Toeschouwers: 15.000 Scheidsrechter: Hamdi Emin Çap (TUR) |
| 16 november Vriendschappelijk № 9 «onderlinge duels» | Michail Boetoesov 14' Michail Boetoesov 25' Aleksandr Sjpakovski 70' |       |         | Stadion Imeni Vorovskogo, Moskou Toeschouwers: 15.000 Scheidsrechter: Hamdi Emin Çap (TUR) |

### 1925
|                                                  |               |       |                                        |                                                                                   |
| 15 mei Vriendschappelijk № 10 «onderlinge duels» | Turkije       | 1 – 2 | Sovjet-Unie                            | İstiklâl Stadion, Ankara Toeschouwers: 5.000 Scheidsrechter: Hamdi Emin Çap (TUR) |
| 15 mei Vriendschappelijk № 10 «onderlinge duels» | Sabih Arca 3' |       | 82' Fjodor Selin 85' Michail Boetoesov | İstiklâl Stadion, Ankara Toeschouwers: 5.000 Scheidsrechter: Hamdi Emin Çap (TUR) |

### 1926
Geen interlands gespeeld.

### 1927
Geen interlands gespeeld.

### 1928
Geen interlands gespeeld.

### 1929
Geen interlands gespeeld.
België · Bulgarije · Denemarken · Duitsland · Engeland · Estland · Finland · Frankrijk · Griekenland · Hongarije · Ierland · Italië · Joegoslavië · Letland · Litouwen · Luxemburg · Nederland · Noord-Ierland · Noorwegen · Oostenrijk · Polen · Portugal · Roemenië · Schotland · Sovjet-Unie · Spanje · Tsjecho-Slowakije · Turkije · Wales · Zweden · Zwitserland
FFUSSR · A-internationals · Bondscoaches · Vrouwenelftal van de Sovjet-Unie · Sovjet-Unie U18 · Sovjet-Unie U16
1920 – 1929 · 
1950 – 1959 · 
1960 – 1969 · 
1970 – 1979 · 
1980 – 1989 · 
1990 – 1992
EK 1960 · 
EK 1964 · 
EK 1968 · 
EK 1972 · 
EK 1976 · 
EK 1980 · 
EK 1984 · 
EK 1988 · 
EK 1992** 
WK 1958 · 
WK 1962 · 
WK 1966 · 
WK 1970 · 
WK 1974 · 
WK 1978 · 
WK 1982 · 
WK 1986 · 
WK 1990
OS 1952 ·
OS 1956 ·
OS 1960 · 
OS 1964 · 
OS 1968 · 
OS 1972 ·
OS 1976 ·
OS 1980 ·
OS 1984 · 
OS 1988
1923 · 
1924 · 
1925 · 
1926–1951 · 
1952 · 
1953 · 
1954 · 
1955 · 
1956 · 
1957 · 
1958 · 
1959 · 
1960 · 
1961 · 
1962 · 
1963 · 
1964 · 
1965 · 
1966 · 
1967 · 
1968 · 
1969 · 
1970 · 
1971 · 
1972 · 
1973 · 
1974 · 
1975 · 
1976 · 
1977 · 
1978 · 
1979 · 
1980 · 
1981 · 
1982 · 
1983 · 
1984 · 
1985 · 
1986 · 
1987 · 
1988 · 
1989 · 
1990 · 
1991 · 
1992** 
Algerije ·
Argentinië ·
België ·
Brazilië ·
Bulgarije ·
Canada ·
Chili ·
China ·
Colombia ·
Costa Rica ·
Cyprus ·
DDR ·
Denemarken ·
Duitsland ·
El Salvador ·
Engeland ·
Finland ·
Frankrijk ·
Griekenland ·
Guatemala ·
Hongarije ·
Ierland ·
IJsland ·
India ·
Iran ·
Israël ·
Italië ·
Japan ·
Joegoslavië ·
Kameroen ·
Koeweit ·
Luxemburg ·
Marokko ·
Mexico ·
Nederland ·
Nieuw-Zeeland ·
Noord-Ierland ·
Noord-Korea ·
Noorwegen ·
Oostenrijk ·
Peru ·
Polen ·
Portugal ·
Roemenië ·
Schotland ·
Spanje ·
Syrië ·
Tsjecho-Slowakije ·
Tunesië ·
Turkije ·
Uruguay ·
Verenigde Staten ·
Wales ·
Zweden ·
Zwitserland
België (1982) ·
Duitsland (1972) ·
Joegoslavië (1960) ·
Nederland (1988) ·
Polen (1982) ·
Spanje (1964)
** = Onder de naam Gemenebest van Onafhankelijke Staten